# La portatrice di pane (film 1950)
La portatrice di pane è un film del 1950 diretto da Maurice Cloche.
Il soggetto è tratto dal feuilleton La porteuse de pain di Xavier de Montépin.
Nel 1963 Maurice Cloche girerà una nuova versione della La portatrice di pane  con Suzanne Flon e Philippe Noiret.

## Trama
Francia, 1860. Ad Alfortville, una località nei pressi di Parigi, l'ing. Labroue ha fondato un'officina meccanica in cui sono sfruttate le sue invenzioni. L'ingegnere è assistito nel suo lavoro dal capotecnico Jacques Garaud, intelligente e ambizioso. Jacques Garaud è innamorato non corrisposto di Jeanne Fortier, una giovane vedova portiera nell'officina; Jeanne è madre di due bambini: Georges, che vive con la madre, e Lucie, affidata a una balia. Jeanne, sorpresa dall'ing. Labroue ad accendere un lume a petrolio, operazione proibita per il rischio di incendi, è licenziata. Jacques Garaud pensa di arricchirsi rubando i progetti di una nuova macchina ideata dall'ing. Labroue. Sorpreso dal padrone durante il furto, Jacques lo uccide con un coltello, incendia l'officina, fa credere che l'incendio sia stato appiccato da Jeanne e che lui sia morto carbonizzato. Jeanne è condannata all'ergastolo e separata dai figli.
Nel 1880 Jeanne evade, si reca a Parigi, dove lavorerà come portatrice di pane facendosi chiamare Lise Perrin. Intanto sono a Parigi anche i suoi due figli, che però ignorano entrambi la loro vera identità: Georges, adottato dal pittore Castel, è diventato avvocato, Lucie è sarta. È a Parigi anche Jacques Garaud il quale, dopo aver assunto l'identità di Paul Harmant ed esser rimasto vedovo di una ricca americana, è ora proprietario di una fabbrica di cui è direttore Lucien Labroue, il figlio dell'ing. Labroue assassinato a suo tempo da Garaud. Garaud/Harmant ha una figlia cardiopatica, Mary, la quale è innamorata del giovane Lucien Labroue. Georges ricostruisce la vicenda giudiziaria della madre. Jacques Garaud viene smascherato, sua figlia Mary muore di dolore, Jeanne si riunisce finalmente ai figli, Lucie sposerà Lucien Labroue.